# Stregoneria (romanzo)
Stregoneria (Sourcery) è il quinto romanzo fantasy comico dello scrittore britannico Terry Pratchett della serie del Mondo Disco e il terzo del Ciclo di Scuotivento.
Uscito nel 1988, il libro è stato tradotto in italiano da Antonella Pieretti ed è stato pubblicato per la prima volta nel 1992 all'interno della trilogia Il mondo del Disco, edita da Arnoldo Mondadori Editore sulla collana Biblioteca di Fantasy. Nel 2002 è stato pubblicato dalla Tea sulla collana Teadue.

## La trama
Nel Mondo Disco il numero 8 ha un significato magico. Ipslore, ottavo figlio di un ottavo figlio, è di conseguenza un mago e sa che il proprio ottavo figlio, il neonato Coin, è destinato a diventare un potente stregone. In punto di morte Ipslore riesce a consegnare al figlio un bastone da mago, in cui racchiude la propria anima.
Manovrato dal padre, Coin raggiunge l'Università Invisibile, la scuola dei maghi, con l'intanto di autoproclamarsi Arcicancelliere e lanciare i maghi alla conquista del Disco. Gli si oppongono il cappello dell'Arcicancelliere e, suo malgrado, Scuotivento.
Alla fine Coin rinuncia al proprio bastone per pensare con la propria testa e lascia il Disco per non rischiare di scatenare distruzione. Scuotivento resta intrappolato nelle Dimensioni Sotterranee.

## Edizione italiana
Nella traduzione italiana del romanzo si perde il gioco di parole tra "source", fonte, e "sorcery", stregoneria: nel romanzo il "sourcerer" è un potente mago tramite il quale nuova magia entra nel mondo.

## Edizioni
- Terry Pratchett, Stregoneria, traduzione di Antonella Pieretti, collana Teadue 1016, TEA, 2002,  p. 226, ISBN 88-7818-694-5.
- Terry Pratchett, Stregoneria, collana Biblioteca di Fantasy 16, Arnoldo Mondadori Editore, 1992, ISBN 88-04-36520-X.
- Terry Pratchett, Stregoneria, traduzione di Antonella Pieretti, TEA, 2009 3ª ed.,  p. 286, ISBN 978-88-502-1779-3.